# Jeux de l'Empire britannique de 1930

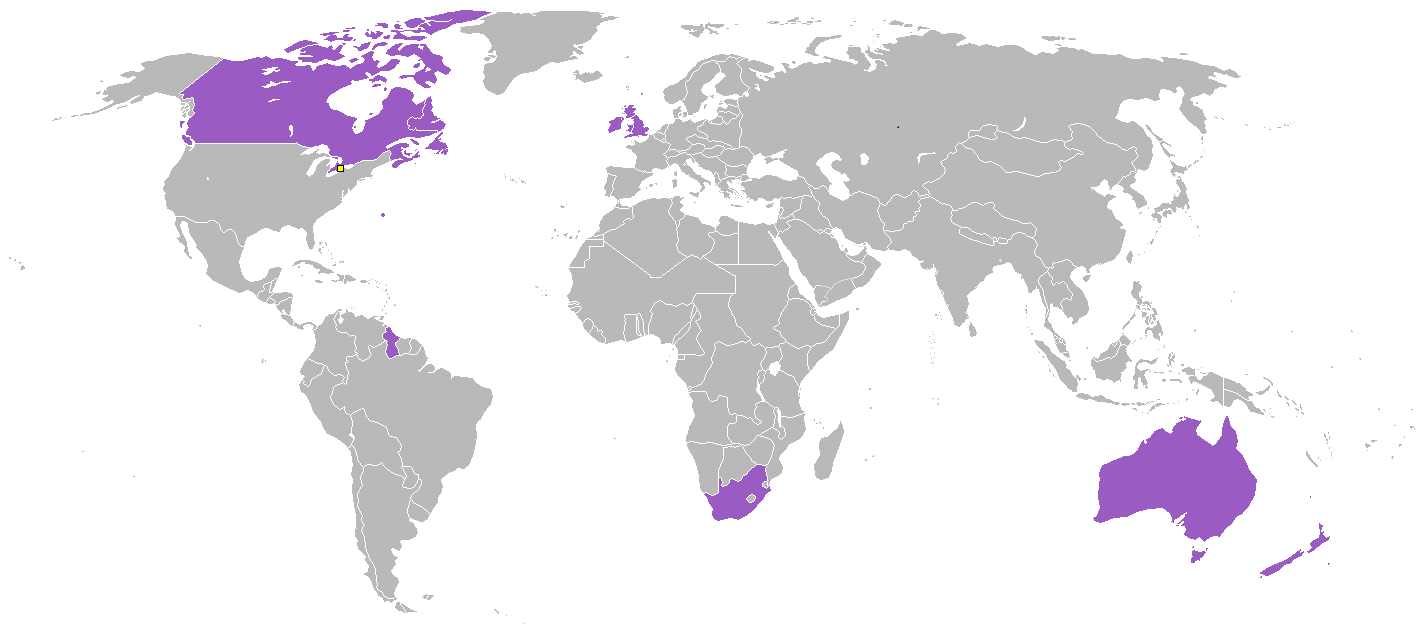
Pays participants en 1930

Les jeux de l'Empire britannique de 1930 ont eu lieu à  Hamilton en Ontario (Canada) du 16 au 23 août 1930. 
Des épreuves d'athlétisme, aviron, boxe, boulingrin (jeu), lutte, natation et plongeon ont été disputées. La cérémonie d'ouverture et plusieurs compétitions ont eu lieu au Civic Stadium (plus tard appelé le stade Ivor-Wynne) à Hamilton East.
Près de 400 athlètes de 11 nations ont participé à ces jeux.

## Les 11 nations présentes
11 équipes ont été représentées aux Jeux de l'Empire britannique de 1930.
| - Afrique du Sud - Angleterre - Australie - Bermudes | - Canada - Écosse - Guyane britannique - Irlande | - Nouvelle-Zélande - Pays de Galles - Terre-Neuve |

## Sports et disciplines
- Athlétisme, voir résultats détaillés
- Aviron, voir résultats détaillés
- Bowls, voir résultats détaillés
- Boxe, voir résultats détaillés
- Lutte, voir résultats détaillés
- Natation, voir résultats détaillés
- Plongeon, voir résultats détaillés

## Tableau des médailles
| Rang | Pays               | Or | Argent | Bronze | Total |
| ---- | ------------------ | -- | ------ | ------ | ----- |
| 1    | Angleterre         | 25 | 23     | 13     | 61    |
| 2    | Canada             | 20 | 15     | 19     | 54    |
| 3    | Afrique du Sud     | 6  | 4      | 7      | 17    |
| 4    | Nouvelle-Zélande   | 3  | 4      | 2      | 9     |
| 5    | Australie          | 3  | 4      | 1      | 8     |
| 6    | Écosse             | 2  | 3      | 5      | 10    |
| 7    | Pays de Galles     | 0  | 2      | 1      | 3     |
| 8    | Guyane britannique | 0  | 1      | 1      | 2     |
| 9    | Irlande            | 0  | 1      | 0      | 1     |